# Ioan Potcoavă

Ioan al IV-lea Potcoavă (roumain Fer à Cheval) surnommé aussi Cretzul (roumain: le crépu)  fut prince de Moldavie en 1577. En principauté de Moldavie la monarchie était élective, comme en Pologne, Transylvanie et Valachie voisines, et le prince (voïvode, hospodar ou domnitor selon les époques et les sources) était élu par (et le plus souvent parmi) les boyards : pour être nommé, régner et se maintenir, il s'appuyait fréquemment sur les puissances voisines, habsbourgeoise, polonaise, russe ou ottomane.

## Origine
Il prétendait être le demi-frère, par sa mère, du prince Ioan II. Il est connu sous le nom de Ioan Serpega, Ion Cretzul et Nicoară, et c'était probablement un hetman de cosaques ukrainiens.

## Règne
Il occupe le trône de Moldavie du 23 novembre à décembre 1577, mais il est renversé par les Ottomans et leur vassal valaque, Mihnea II Turcitul. Il doit s'enfuir en Pologne où il est décapité le 16 juin 1578 à Lwow.

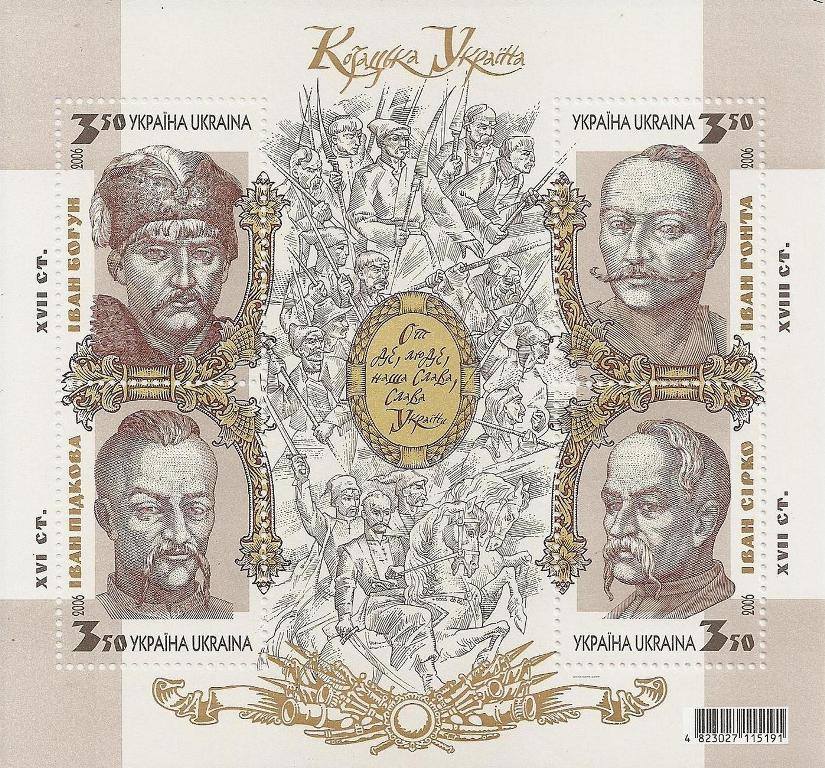
Timbre de 2006 avec Ivan Bohun, Ivan Sirko et Ivan Gonta.

Après sa mort, un certain Alexandre Serpega, qui se présente comme son frère, réussit à occuper le trône de Petru Șchiopul pendant un mois du 9 février au 12 mars 1578, avant d'être pris et empalé.

## Sources
- (ro) Constantin C. Giurescu & Dinu C. Giurescu, Istoria Românilor Volume II (1352-1606), Editura Ştiinţifică şi Enciclopedică, Bucureşti, 1976, p. 309-310.
- Jean Nouzille La Moldavie, Histoire tragique d'une région européenne, Ed. Bieler,  (ISBN 2-9520012-1-9)

## Note
1. ↑  Le fait que les principautés de Moldavie et de Valachie se soient reconnues vassale de la « Sublime Porte » ottomane ne signifie pas, comme le montrent par erreur beaucoup de cartes historiques, qu'elles soient devenues des provinces turques et des pays musulmans. Seuls certains territoires moldaves et valaques sont devenus ottomans : en 1422 la Dobrogée au sud des bouches du Danube, en 1484 la Bessarabie (alors dénommée Boudjak), au nord des bouches du Danube (ce nom ne désignait alors que les rives du Danube et de la mer Noire) et en 1538 les rayas de Brăila (alors dénommée Ibrahil) et de Tighina (alors dénommée Bender). Le reste des principautés de Valachie et Moldavie (y compris la Moldavie entre Dniestr et Prut) ont conservé leurs propres lois, leur religion orthodoxe, leurs boyards, princes, ministres, armées et autonomie politique (au point de se dresser plus d'une fois contre le Sultan ottoman). Les erreurs cartographiques et historiques sont dues à l'ignorance ou à des simplifications réductrices. Voir Gilles Veinstein et Mihnea Berindei : L'Empire ottoman et les pays roumains, EHESS, Paris, 1987.